# Acentropelma
Genre
Acentropelma est un genre d'araignées mygalomorphes de la famille des Theraphosidae.

## Distribution
Les espèces de ce genre se rencontrent au Belize et au Guatemala.

## Liste des espèces
Selon World Spider Catalog (version 21.5, 04/01/2021) :
- Acentropelma gutzkei (Reichling, 1997)
- Acentropelma spinulosum (F. O. Pickard-Cambridge, 1897)

## Publication originale
- Pocock, 1901 : « Some new and old genera of South American Avicularidae. » Annals and Magazine of Natural History, sér. 7, vol. 8, p. 540-555 (texte intégral).